# Cangzhou
Cangzhou, tidigare romaniserat som Tsangchow, är en stad på prefekturnivå i östra Kina och ligger i provinsen i Hebei. Den är belägen längs den historiska vattenleden Kejsarkanalen, ungefär 90 kilometer söder om Tianjin.
Cangzhou är känd för en över tusen år gammal gjutjärnsstaty föreställande ett lejon, tillverkad år 953. 

## Administrativ indelning
Cangzhou är indelad i två distrikt på häradsnivå, fyra städer på häradsnivå, nio härad och ett autonomt härad:
| Karta                | Karta                    | Karta          | Karta                   | Karta                  | Karta       | Karta                    |
| -------------------- | ------------------------ | -------------- | ----------------------- | ---------------------- | ----------- | ------------------------ |
|                      |                          |                |                         |                        |             |                          |
| Nr                   | Namn                     | Kinesiska      | Pinyin                  | Befolkning (2004 est.) | Areal (km²) | Befolkningstäthet (/km²) |
| Stadsdistrikt        |                          |                |                         |                        |             |                          |
| 1                    | Yunhe                    | 运河区         | Yùnhé qū                | 270 000                | 138         | 1 957                    |
| 2                    | Xinhua                   | 新华区         | Xīnhuá Qū               | 220 000                | 89          | 2 472                    |
| Städer på häradsnivå |                          |                |                         |                        |             |                          |
| 3                    | Botou                    | 泊头市         | Bótóu shì               | 550 000                | 977         | 563                      |
| 4                    | Renqiu                   | 任丘市         | Rénqiū shì              | 770 000                | 1 023       | 753                      |
| 5                    | Huanghua                 | 黄骅市         | Huánghuá shì            | 490 000                | 1 545       | 317                      |
| 6                    | Hejian                   | 河间市         | Héjiān shì              | 770 000                | 1 333       | 578                      |
| Härad                |                          |                |                         |                        |             |                          |
| 7                    | Cang                     | 沧县           | Cāng xiàn               | 660 000                | 1 527       | 432                      |
| 8                    | Qing                     | 青县           | Qīng xiàn               | 390 000                | 968         | 403                      |
| 9                    | Dongguang                | 东光县         | Dōngguāng xiàn          | 350 000                | 710         | 493                      |
| 10                   | Haixing                  | 海兴县         | Hǎixīng xiàn            | 220 000                | 836         | 263                      |
| 11                   | Yanshan                  | 盐山县         | Yánshān xiàn            | 400 000                | 795         | 503                      |
| 12                   | Suning                   | 肃宁县         | Sùníng xiàn             | 330 000                | 497         | 664                      |
| 13                   | Nanpi                    | 南皮县         | Nánpí xiàn              | 350 000                | 794         | 441                      |
| 14                   | Wuqiao                   | 吴桥县         | Wúqiáo xiàn             | 280 000                | 603         | 464                      |
| 15                   | Xian                     | 献县           | Xìàn xiàn               | 570 000                | 1 191       | 479                      |
| Autonoma härad       |                          |                |                         |                        |             |                          |
| 16                   | Mengcun (för huikineser) | 孟村回族自治县 | Mèngcūn Huízú Zìzhìxiàn | 180 000                | 393         | 458                      |

## Klimat
Genomsnittlig årsnederbörd är 705 millimeter. Den regnigaste månaden är juli, med i genomsnitt 268 mm nederbörd, och den torraste är januari, med 3 mm nederbörd.